# ルナ1964A
ルナ1964A(Luna 1964A)またはルナE-6 No.6(Luna E-6 No.6)は、1964年の打上げ失敗で失われたソビエト連邦の宇宙船である。重さ1422kgのルナE-6宇宙船が12回打ち上げられたうちの4回目にあたる。月への軟着陸を目指した最初の宇宙船であるが、この目標はルナE-6の最終飛行であるルナ9号で達成された。
ルナ1964Aは1964年3月21日08:15:35(UTC)にモルニヤM8K78Mローンチ・ヴィークルに積まれて、バイコヌール宇宙基地のガガーリン発射台から打ち上げられた。ブロックIステージの連接棒が壊れ、推進剤バルブが完全に開いてしまった。軌道に到達するためには推力が不足し、発射から489秒後に停止された。上段とプローブは大気圏再突入し、破壊された。ミッションに関する情報が出される前に、アメリカ航空宇宙局はこれが月に着陸する試みであることを正しく把握していた。